# Манихејство
Манихејство је учење Манија (216—277), персијског филозофа и верског реформатора, који је настојао да учења трију „отаца исправности“ — Заратустре, Буде и Христа — укључи у јединствен филозофски систем.

## Почеци манихејства
Мани, зачетник манихејства родио се 14. априла 216. године у Халдеји у Селеуцији - Ктесифону. По предању, његовом оцу, Патеку, неки глас је три дана узастопно налагао да не једе месо, не пије вино и да избегава жене. Узнемирен, Патек приступни једној баптистичкој гностичкој секти, елкасаитима. Дете се роди као богаљ (у ствари било је хромо). Када је дечак напунио четири године, отац га узе себи, да би га одгајао у елкасаитској заједници. Више од двадесет година Мани је растао и формирао се у једној веома ревносној јудео-хришћанској средини. Према томе, не треба потцењивати удео хришћанских елемената у манихејској синтези. Па ипак, Манијева верска вокација стоји у опозицији с теологијом, есхатологијом и обредима хришћана. Доживео је два откровења, једно када је имао 12, а друго у својој 24. години, она су му помогла да схвати каква је његова мисија и оснажила га је да раскине са сектом елкасаита. Сам Мани нам је пренео садржај тих откровења. У првом откровењу један анђео му је пренео поруку „Краља Раја светлости“ (врховног и доброг Бога манихејства), где је од њега захтевано да напусти заједницу свог оца. У другом откровењу стигла је порука у којом му је поручено да је време да ступи у акцију: „Сада је дошло време да се јавно покажеш и гласно обзнаниш своје учење.“Између 240. и 243. године Мани је пошао на свој први апостолски пут у Индију на позив цара Шапура 1, па се Мани обрео у Белапуту (Гундешахпур), престоници Сасанида. Пророк је оставио снажан утисак на Шапура и он му је допустио да, заједно са својим мисионарима, проповеда по целој царевини. На тај начин је нова религија званично призната и датум је побожно сачуван: 21. март 242. године (или, према другачијем рачуну, 9. април 243. године). Априла 272. године Шапур I умире, а на престо долази његов син Хермизд, нови владалац обновио је Манију заштитне повеље и допустио му да оде у Халдеју. Међутим, после непуних одину дана Хермизд умире и престо припада његовом брату Бахраму који је позвао Манија да изађе пред њега. Чим је стигао био је изложен оптужбама врховног мага Картера који је сматрао да учења Манија одвраћају вернике од званичне религије. Када је Мани обзнанио божански карактер своје мисије, Бахрам је праснуо: „А зашто би то откровење било учињено теби, а не Нама, господарима земље?“ На то је Мани једино могао да одговори „Таква је воља Божја“. Након тога је осуђен, окован у ланце и бачен у тамницу. Имао је три ланца на рукама, три на ногама који су му онемогућавали да учини и најмањи покрет због чега је трпео ужасне патње. Манијево страдање, за које су манихејци употребљавали хришћански израз „распеће“ – трајало је 26 дана. Пророку је ипак дозвољено да прими своје једновернике и у предању су сачуване у нешто измењеном облику, бројне поучне епизоде. Мани је издахнуо 26. фебруара 277. године, у својој шездестој години. Његово тело је било исечено на комаде, а глава изложена на капији града. Одмах након пророкове смрти, Бахран је наредио немилосрдно сузбијање покрета, иако је изгледало да ће манихејска Црква коначно престати да постоји, она је наставила да напредује током векова, да би се проширила до Иберијског полуострва на западу и до Кине на истоку.

## Манихејска гноса
Манихејство је пре свега гноса и, као таква, представља део гностичке струје. За разлику од других оснивача секти, Мани се трудио да створи универзалну, свима приступачну религију, не ограничавајући се на езотерично учење намењено искључиво посвећенима. Он је признавао вредности неких ранијих религија, али је сматрао да оне нису биле потпуне. С друге стране, обнародовао је да његова Црква обухвата оно што је основно у свим светим Књигама и у свим мудростима: „Као што се рекла спаја с другом реком да начини један моћни ток, тако су се у мојим Књигама сакупиле старе књиге, у њима се сакупила велика Мудрост, какве није било међу људима који су до сада живели.“ Мани придаје Исусу велики значај и усваја његову идеју о параклету, из Индије позајмљује теорију о трансмиграцији душа, али у највећој мери ипак преузима централне иранске идеје, а посебно идеју о дуализму Светлост – Тама, као и есхатолошки мит. Синкретизам је био карактеристичан синдром те епохе. У случају Манија, он је уз то био и тактичка неопходност. Он је желео да се његова Црква рашири с краја на крај Персијског царства. Стога је, дакле, био приморан да користи религијски језик који је био приступачан и источним и западним областима. И поред свега, упркос очигледно хетерогених елемената, манихејство има унутрашње јединство једне моћне и пре свега оригиналне творевине. Пошто је било универзална религија, као будизам и хришћанство, манихејство је морало бити, као и те две Цркве, мисионарска религија. Према Манију проповедник је дужан да „непрестано лута светом, проповедајући учење и водећи људе Истини“. За манихејство се може рећи да је „религија књиге“. Да би избегао несугласице и јереси које су потресале заратустризам, будизам и хришћанство, Мани је сам редиговао седам расправа које представљају канон. Изузев прве, Шабухраган, коју је написао на средњоперсијском језику, остале су писане на сиријском и источноарамејском језику. Веома мало је сачувано из тог огромног опуса и то само у облику превода, но бројност и разноликост језика на којима су ти фрагменти стигли до нас указују на то да је манихејско учење имало успеха као ниједно пре њега. Као у свим гносама, а исто тако је и у санкхја – јоги и будизму, пут ка ослобођењу води кроз доследно испитивање људске условљености. Због чињенице да живи на овој земљи, то јест да егзистира инкарниран, човек пати, што ће рећи да је он жртва Зла. Ослобођење се може се постићи само кроз гносу, једину праву науку, ону која доноси спасење. У складу са гностичком доктрином, Космос којим влада то Зло не може бити дело трансцендентног и доброг Бога, већ искључиво његовог противника. Постојање света подразумева, дакле, једино претходно, прекосмичко стање, баш као што патетична и грешна људска условљеност подразумева првобитно стање блаженства. Оно што је најважније у манихејској доктрини могуће је резимирати у две формуле: два принципа и три тренутка. Међутим, те две формуле представљају такође и основ иранске постгатичке религиозности. Стога би се могло рећи да манихејство представља иранско изражавање гносе у синкретистичкој епохи. С једне стране, Мани је наново интерпретирао неке традиционалне иранске концепције, с друге, он је у свој систем интегрисао бројне елементе разноврсног порекла (индијске, јудео-хришћанске и гностичке). Верницима манихејство није пружало само поуке и сотериолошке методе, већ је оно, поред тога и пре свега, за њих представљало тоталну и апсолутну науку. Спасење је неминовна последица гносе. Спознаја је исто што и анамнеза: посвећени види себе као честицу светлости, види, дакле, своју божанску природу, јер између Бога и душа постоји јединство.Незнање је резултат мешања духа и тела, духа и материја. Но, за Манија, као и за друге гностичке учитеље, спасоносна гноса је садржала и знање тајне (или заборављене историје космоса). Посвећени ће бити избављен, јер је он упућен у порекло Универзума, у узрок због којег је човек створен, у методе које користи Владар Таме, као и у контраметоде које је разрадио Отац Светлости. Научно објашњење неких космичких феномена, а посебно месечних мена, остављало је снажан утиБсак на савременике. У ствари, у великом космогонијском и есхатолошком миту који је разрадио Мани, Природа и Живот играју значајну улогу: драма душе се одражава на морфологију и судбину живота у целини.

## Развој
Манихејски покрет се у IV и V веку шири на исток по Кини и на запад Римским царством. Однос римских власти према манихејству је био непријатељски, а манихејски покрет је био предмет окрутних репресија и гоњења. Цар Диоклецијан је издао против њих законе зато што су се противили званичној државној вери, посебно култу цара као божанства. Касније су и хришћански цареви, Теодосије I Велики (379-395), Валентинијан III, Теодосије II и Јустинијан I, законима потискивали манихејство. Манијево учење је служило као снажна инспирација разних гностичких и хришћанских заједница. Манијева религија се раширила по читавој северној Африци уз Средоземно море све до Шпаније. Чувени црквени отац свети Августин, пре него што се обратио, био је десет година манихејац. На Истоку се Манијев утицај осетио у Тибету, а тим је путем продро и у Кину као и несторијанско хришћанство потом. У средњовековној Европи су под снажним манихејским утицајем били покрети богумила и катара. 
Преко Манијевих ученика су сачувана многа апокрифна хришћанска дела, попут Томиног јеванђеља, која би иначе била изгубљена.

## Хришћанска оцена манихејства
Манихејство - јерес, преставља покушај да се хришћанство споји са начелима персијске вере Зороастрове, која проповеда дуализам, тј. да одувек постоје два самостална начела или царства. По учењу манихејаца, Христос је само светли еон (дух), који је произашао изливањем од Оца светлости. Једна половина таквога Христа би, тобож, прогутана материјом и сачињава душу видљивога света, такозваног страдајућег Исуса; а друга половина, помоћу другог еона - Животворног Духа, ослободи се материје и смести у сунцу; то је такозвани Нестрадални Исус. Оваплоћење Христа, по учењу манихејаца, јесте силазак са сунца Нестрадалног Исуса ради ослобођења Страдајућег Исуса. И ово оваплоћење Христа било је само привидно (докетизам). У моралном погледу, манихејство је проповедало борбу са материјом ради ослобођења од ње, помоћу постепеног умртвљавања у себи тела. Манихејска јерес била је нарочито распрострањена у четвртом и петом веку.
 
(Из „Житија светих” Аве Јустина)